# U-661
| U-661                      | U-661                                                          | U-661                                                          |
| -------------------------- | -------------------------------------------------------------- | -------------------------------------------------------------- |
|                            |                                                                |                                                                |
|                            |                                                                |                                                                |
|                            |                                                                |                                                                |
| Під прапором               | Третій рейх                                                    | Третій рейх                                                    |
| Спуск на воду              | 11 грудня 1941 року                                            | 11 грудня 1941 року                                            |
| Виведений зі складу флоту  | 15 жовтня 1942 року                                            | 15 жовтня 1942 року                                            |
| Сучасний статус            | затоплений                                                     | затоплений                                                     |
| Проєкт                     |                                                                |                                                                |
| Тип ПЧ                     | Торпедний ДПЧ                                                  | Торпедний ДПЧ                                                  |
| Основні характеристики     |                                                                |                                                                |
| Швидкість (надводна)       | 17,7 вузлів                                                    | 17,7 вузлів                                                    |
| Швидкість (підводна)       | 7,6 вузлів                                                     | 7,6 вузлів                                                     |
| Робоча глибина занурення   | 100 м                                                          | 100 м                                                          |
| Гранична глибина занурення | 220 м                                                          | 220 м                                                          |
| Екіпаж                     | 44 осіб                                                        | 44 осіб                                                        |
| Розміри                    |                                                                |                                                                |
| Довжина найбільша (по КВЛ) | 67,1 м                                                         | 67,1 м                                                         |
| Ширина корпусу найб.       | 6,2 м                                                          | 6,2 м                                                          |
| Висота                     | 9,6 м                                                          | 9,6 м                                                          |
| Середня осадка (по КВЛ)    | 4,70 м                                                         | 4,70 м                                                         |
| Водотоннажність надводна   | 769 т                                                          | 769 т                                                          |
| Озброєння                  |                                                                |                                                                |
| Артилерія                  | одна палубна гармата калібру 88-мм, одна 20-мм зенітна гармата | одна палубна гармата калібру 88-мм, одна 20-мм зенітна гармата |
| Торпедно- мінне озброєння  | 4 носових і один кормовий ТА. 14 торпед                        | 4 носових і один кормовий ТА. 14 торпед                        |

U-661 — німецький підводний човен типу VIIC, часів Другої світової війни.
Замовлення на будівництво човна було віддане 9 жовтня 1939 року. Човен був закладений на верфі суднобудівної компанії «Howaldtswerke Hamburg AG» у Гамбурзі 12 березня 1941 року під заводським номером 810, спущений на воду 11 грудня 1941 року, 12 лютого 1942 року увійшов до складу 5-ї флотилії. Також за час служби перебував у складі 3-ї флотилії. Єдиним командиром човна був оберлейтенант-цур-зее Ерік фон Лілінфельд.
Човен зробив 1 бойовий похід, у якому потопив 1 судно.
Затонув 15 жовтня 1942 року в Північній Атлантиці південно-східніше мису Фарвель (53°42′ пн. ш. 35°56′ зх. д. / 53.700° пн. ш. 35.933° зх. д.) після тарану британського есмінця «Віконт». Всі 44 членів екіпажу загинули.

## Потоплені та пошкоджені кораблі[3]
| Назва             | Тип            | Належність | Дата           | Тоннаж (БРТ) | Вантаж            | Статус    | Місце                                                       |
| Nikolina Matkovic | вантажне судно | Югославія  | 14 жовтня 1942 | 3 672        | Цукор та деревина | потоплено | 53°41′ пн. ш. 41°23′ зх. д. / 53.683° пн. ш. 41.383° зх. д. |